# Tychoćke
Tychoćke (ukr. Тихоцьке) – wieś na Ukrainie, w obwodzie charkowskim, w rejonie iziumskim. W 2001 liczyła 23 mieszkańców.